# Bảo tàng Quận Hồ Myślibórz
Bảo tàng Quận Hồ Myślibórz (tiếng Ba Lan: Muzeum Pojezierza Myśliborskiego) là một bảo tàng tọa lạc tại số 74 phố Bohaterów Warszawy, Myślibórz, Ba Lan. Từ năm 1979, bảo tàng bố trí triển lãm bên trong nhà nguyện Chúa Thánh Thần, đây là một tòa nhà lịch sử được xây dựng theo phong cách kiến trúc Gothic.

## Triển lãm
Bảo tàng Quận Hồ Myślibórz có bốn phòng triển lãm:
- Phòng I - "Myślibórz vào đầu thời Trung cổ": trưng bày các hiện vật thu được từ các cuộc khai quật khảo cổ được thực hiện trong khu định cư "Sołdzin", các hiện vật này có niên đại vào đầu thời Trung cổ (từ thế kỷ 8 đến thế kỷ 12) và thời kỳ văn hóa Lusatian (thế kỷ 6 trước Công nguyên)
- Phòng II - "Từ lịch sử của Myślibórz": trưng bày các bộ sưu tập về lịch sử của Myślibórz từ thế kỷ 14 đến thế kỷ 20
- Phòng III - "Lịch sử và dân tộc học": giới thiệu các hiện vật có liên quan đến giai đoạn chiến tranh thế giới thứ hai và thời kỳ đầu của sự phát triển khu vực Myślibórz
- Phòng IV - "Phòng trưng bày M": là nơi tổ chức các cuộc triển lãm tạm thời về nghệ thuật đương đại, các buổi đọc sách, họp mặt và buổi hòa nhạc